# Електронски отпад
Електрични и електронски отпад (тзв. е-отпад) је отпадна електрична и електронска опрема укључујући склопове и саставне делове, који настају у привреди (индустрији, обрту и слично), затим електронски отпад из домаћинства, односно отпадна електрична и електронска опрема настала у домаћинствима или у производним и/или услужним делатностима када је по врсти и количини слична  е-отпаду из домаћинства.
Коришћена електроника која је намењена за реновирање, поновну употребу, препродају, рециклирање путем опоравка материјала или одлагање такође се сматра е-отпадом. Неформална обрада е-отпада у земљама у развоју може довести до штетних ефеката на здравље људи и загађења животне средине.
Растућа потрошња електронске робе због Дигиталне револуције и иновација у науци и технологији, као што је биткоин, довела је до глобалног проблема и опасности е-отпада. Брзо експоненцијално повећање е-отпада је због честих издавања нових модела и непотребних куповина електричне и електронске опреме (ЕЕЕ), кратких циклуса иновације и ниске стопе рециклирања, као и пада просечног животног века рачунара.

## Дефиниције
Е-отпад или електронски отпад настаје када се електронски производ одбаци након истека његовог корисног века трајања. Брза експанзија технологије и друштво вођено потрошњом резултира стварањем веома велике количине е-отпада.
Количина електронског и електричног отпада генерисаног у ЕУ нагло расте а садржај опасних материја у електричној и електронској опреми представља главну бригу током фазе управљања е-отпадом и његове рециклаже које се не раде у довољном обиму. Због тога је електронски и електрични отпад идентификован као приоритетна област за предузимање специфичних мера у европским размерама.
Законским регулативама, електронски и електрични уређаји разврстани су у десет разреда електричне и електронске опреме, а то су:
- Велики кућни апарати (фрижидери, замрзивачи, машине за прање и сушење веша, машине за прање посуђа, микроталасне пећи, апарати за грејање, бојлери, опрема за климатизацију)
- Мали кућни апарати (усисивачи, пегле, тостери, фритезе, уређаји за шишање, сушење косе, прање зуба, бријање, ваге, сатови)
- Опрема за информатичке технологије (ИТ) и телекомуникације (лични рачунари, преносни рачунари, штампачи, опрема за копирање, телефони, мобилни телефони, факс уређаји)
- Опрема широке потрошње за разоноду (радио апарати, телевизијски апарати, видео рекордери, хи-фи уређаји, музички инструменти)
- Опрема за осветљење (флуоресцентне сијалице, натријумове сијалице, сијалице са жарећом нити, остала расветна опрема)
- Електрични и електронски алати (бушилице, тестере, шиваће машине, алати за кошење и друге баштенске послове)
- Играчке, опрема за рекреацију (разоноду) и спорт (електрични возићи, ручне конзоле за видео игре, видео игре, спортска опрема са електричним или електронским компонентама, друге играчке)
- Медицински помоћни уређаји (радиотерапијска опрема, кардиолошки уређаји, уређаји за дијализу, апарати за анализу, апарати за хлађење
- Инструменти за праћење и надзор (детектори дима, регулатори загревања, термостати, уређаји за мерење)
- Аутомати (аутомати за топле напитке, аутомати за чврсте производе, банкомати, аутомати за боце или лименке, покер апарати)[3]

Ово укључује коришћену електронику која је намењена за поновну употребу, препродају, рециклажу или одлагање, као и вишекратну употребу (електроника која се може поправљати) и секундарне сировине (бакар, челик, пластика или слично). Израз „отпад“ је резервисан за остатке или материјал који купац одлаже уместо рециклирања, укључујући остатке од поновне употребе и операција рециклирања, јер се гомила вишка електронике често меша (добар, који се може рециклирати и не може се рециклирати).

## Количина
Е-отпад се сматра „отпадом који најбрже расте на свету“ са 44,7 милиона тона произведених у 2016. години. У 2018. години пријављено је око 50 милиона тона е-отпада, због чега су УН дале назив „цунами е-отпада“. Његова вредност је најмање 62,5 милијарди долара годишње. Брзе промене у технологији, промене у медијима (траке, софтвер, МП3), пад цена и планирана застарелост довели су до брзорастућих вишкова електронског отпада широм света. Техничка решења су доступна, али у већини случајева потребно је применити правни оквир, наплату, логистику и друге услуге пре него што се техничко решење може применити.
Јединице дисплеја (монитори), процесори, меморија и аудио компоненте имају различите корисне век трајања. Процесори су најчешће застарели (због тога што софтвер више није оптимизован) и већа је вероватноћа да ће постати „е-отпад“, док се јединице екрана најчешће замењују док раде без покушаја поправке, због промена у апетитима богатих нација за новом технологијом екрана. Овај проблем би потенцијално могао да се реши са модуларним паметним телефонима. Ови типови телефона су издржљивији и имају технологију за промену одређених делова телефона, чинећи их еколошки прихватљивијим. Могућност да једноставно замените део телефона који је покварен смањиће е-отпад. Процењује се да се сваке године произведе 50 милиона тона е-отпада. САД бацају 30 милиона рачунара сваке године, а 100 милиона телефона се одлаже у Европи сваке године. Агенција за заштиту животне средине процењује да се само 15–20% е-отпада рециклира, а остатак ове електронике иде директно на депоније и спалионице.
Друштво се данас врти око технологије и сталном потребом за најновијим и најсавременијим производима доприносимо масовној количини е-отпада. Електрични отпад садржи опасне, али и вредне и ретке материје. У сложеној електроници може се наћи до 60 елемената. Концентрација метала у електронском отпаду је генерално већа од типичне руде, као што су бакар, алуминијум, гвожђе, злато, сребро и паладијум. Од 2013. године, Apple је продао преко 796 милиона уређаја. Компаније за мобилне телефоне производе мобилне телефоне који нису направљени да трају тако да ће потрошачи купити нове телефоне. Компаније дају овим производима тако кратак век трајања јер знају да ће потрошач желети нови производ и да ће купити нов производ.
У 2022. години процењено је повећање од 3,4% генерисаног е-отпада на глобалном нивоу, достижући 59,4 милиона тона, што је учинило да укупан нерециклирани е-отпад на земљи до 2022. године буде преко 347 милиона тона. Прекогранични ток е-отпада привукао је пажњу јавности због бројних забрињавајућих наслова, али глобална студија о количинама и трговачким путевима још није спроведена. Према Мониторингу прекограничних токова е-отпада, 5,1 милиона тона (или нешто мање од 10% од 53,6 милиона тона глобалног е-отпада) прешло је међународне границе у 2019. Ова студија дели прекогранично кретање е-отпада на регулисана и неконтролисана кретања и узима узети у обзир и регионе који примају и регионе који шаљу како би се боље разумеле импликације таквог кретања. Од 5,1 милиона тона, 1,8 милиона тона прекограничног кретања се шаље под регулисаним условима, док се 3,3 милиона тона прекограничног кретања испоручује под неконтролисаним условима јер коришћени е-отпад може подстаћи незаконито кретање и представљати ризик за правилно управљање е-отпада.

## Европа и њене регулативе
Европска унија је 13. фебруара 2003. године усвојила две Директиве везане за проблеме електричног и електронског отпада.
Прва Директива је Waste of Electrical and Electronic Equipment (WEEE) – Директива о електричном и електронском отпаду, док је друга RoHS (Restriction of the use of hazardoues substances) – Директива о ограничењима за употребу опасних материја.
Ове две Директиве су важећи закон ЕУ од 1. јула 2006. године и од овог податка било који производ који не задовољава критеријуме ових Директива неће моћи да се прода у земљама ЕУ. Прва Директива тежи да побољша управљање електричним отпадом и да подстакне произвођаче уређаја који имају у плану њихову рециклажу. Кључни део ове Директиве јесте да су произвођачи одговорни за трошкове везане за сакупљање, обнављање и рециклажу и третман електричног отпада. RoHS Директива допуњује прву Директиву ограниченом количином потенцијално опасних материјала садржаних у електричним апаратима.
Када су у питању земље Западног Балкана, Северна Македонија је 2010. године усвојила Закон о батеријама и акумулаторима, а затим и Закон о управљању електричном и електронском опремом 2012. Србија је регулисала управљање посебним токовима отпада, укључујући и електронски отпад, од стране Националне стратегија управљања отпадом (2010–2019). Црна Гора је усвојила Концесиони акт о електронском отпаду са амбицијом да се прикупи 4 кг овог отпада годишње по особи до 2020. године. Албански правни оквир заснива се на нацрту закона о отпаду од електричне и електронске опреме из 2011. године који се фокусира на пројектовање електричне и електронске опреме. Насупрот томе, у Босни и Херцеговини још увек недостаје закон који регулише електронски отпад.
Сваке године ЕУ пријави да скоро 800 000 тона батерија из аутомобилске индустрије, индустријских батерија од око 190 000 тона и потрошачких батерија око 160 000 тона улазе у регион Европе. Ове батерије су један од најчешће коришћених производа у кућним апаратима и другим производима на батерије у нашем свакодневном животу. Важно питање које треба размотрити је како се овај отпад од батерија сакупља и рециклира на правилан начин, што има последице испуштања опасних материја у животну средину и водене ресурсе. Генерално, многи делови ових батерија и акумулатора/кондензатора могу се рециклирати без ослобађања ових опасних материјала у нашу околину и контаминације наших природних ресурса. Европска комисија је увела нову Директиву за контролу отпада из батерија и акумулатора познату као Директива о батеријама са циљем да побољша процес прикупљања и рециклаже отпадних батерија и контролише утицај отпадних батерија на нашу околину. Ова Директива такође надгледа и управља унутрашњим тржиштем спровођењем потребних мера. Ова Директива ограничава производњу и маркетинг батерија и акумулатора који садрже опасне материјале и штетни су по животну средину, те их је тешко прикупити и рециклирати. Директив циља на прикупљање, рециклажу и друге активности рециклаже батерија и акумулатора, такође одобрава етикете батерија које су еколошки неутралне. Тек је 10. децембра 2020. Комисија предложила нову уредбу о отпаду батерија која има за циљ да осигура да се батерије које улазе на европско тржиште могу рециклирати, које су одрживе и сигурне.
Европска унија (ЕУ) се позабавила питањем е-отпада усвајањем неколико директива. Године 2011. направљен је амандман на Директиву 2003. у вези са ограничењем употребе опасних материјала у процесу планирања и производње. У Директиви из 2011. наведено је као мотивација за конкретније ограничење употребе опасних материја у процесу планирања и производње електронских и електричних уређаја јер је постојао диспаритет закона држава чланица ЕУ и појавила се потреба да се утврде правила за заштиту здравља људи и за еколошки прихватљиву обнову и одлагање отпада. Директива наводи неколико супстанци које подлежу ограничењу. Директива наводи да су супстанце које су ограничене на максималне вредности концентрације које се толеришу по тежини у хомогеним материјалима следеће: олово (0,1%); жива (0,1%), кадмијум (0,1%), хексавалентни хром (0,1%), полибромовани бифенили (ПББ) (0,1%) и полибромовани дифенил етри (ПБДЕ) (0,1%). Ако је технолошки изводљиво и замена је доступна, неопходна је употреба замене. Међутим, постоје изузеци у случају када замена није могућа са научне и техничке тачке гледишта. Дозвола и трајање замена треба да узму у обзир доступност замене и социоекономски утицај замене.

## Глобална трговинска питања
Једна теорија је да повећана регулација електронског отпада и забринутост због штете по животну средину у природним економијама ствара економски дестимуланс за уклањање остатака пре извоза. Критичари трговине коришћеном електроником сматрају да је брокерима који себе називају рециклерима, још увек превише лако да извозе непроверени електронски отпад у земље у развоју, као што су Кина, Индија и делови Африке, чиме се избегава трошак уклањања предмета као што је лоша катода зрачне цеви (чија је обрада скупа и тешка). Земље у развоју постале су токсична депонија е-отпада. Земље у развоју које примају страни е-отпад често иду даље у поправку и рециклирање напуштене опреме. Ипак, и даље је 90% е-отпада завршило на депонијама у земљама у развоју 2003. године. Заговорници међународне трговине указују на успех програма фер трговине у другим индустријама, где је сарадња довела до стварања одрживих радних места и може донети приступачну технологију у земљама у којима су стопе поправке и поновне употребе веће.
Јужна Кореја, Тајван и јужна Кина су се истакли у проналажењу „задржане вредности“ у коришћеној роби, а у неким случајевима су успоставили индустрију вредну милијарду долара у обнављању коришћених кертриџа са мастилом, камера за једнократну употребу и радних меморија. Рециклирање је традиционално представљало претњу успостављеној производњи, а једноставан протекционизам објашњава неке критике трговине. Противници вишкова извоза електронике тврде да нижи стандарди заштите животне средине и радне снаге, јефтина радна снага и релативно висока вредност обновљених сировина доводе до преноса активности које стварају загађење, као што је топљење бакарне жице. Електронски отпад се често шаље у разне афричке и азијске земље као што су Кина, Малезија, Индија и Кенија на прераду, понекад илегално. Многи вишкови лаптопа се усмеравају у земље у развоју као „депоније за е-отпад“.

### Трговина
Заговорници трговине кажу да је раст приступа интернету јача корелација са трговином него сиромаштво. Хаити је сиромашан и ближи луци Њујорку него југоисточној Азији, али се далеко више електронског отпада извози из Њујорка у Азију него на Хаити. Хиљаде мушкараца, жена и деце запослено је у поновној употреби, обнављању, поправци и поновној производњи, неодрживим индустријама у паду у развијеним земљама. Ускраћивање приступа земљама у развоју коришћеној електроници може им ускратити одрживо запошљавање, приступачне производе и приступ интернету, или их присилити да раде са још мање савесним добављачима. Новинар из Шангаја Адам Минтер описује многе од ових активности поправке рачунара и одвајања отпада као објективно одрживе.
Противници трговине тврде да земље у развоју користе методе које су штетније и расипније. Корисна и распрострањена метода је једноставно бацање опреме на отворену ватру, како би се растопила пластика и сагорели метали који нису вредни. Ово ослобађа канцерогене и неуротоксине у ваздух, што доприноси једком, дуготрајном смогу. Ова штетна испарења укључују диоксине и фуране. Отпад од ватре може се брзо одложити у дренажне јарке или водене путеве који напајају океан или локалне залихе воде.

### Гуеју
Гуеју кинеском региону Гуангдунг је огромна заједница за обраду електронског отпада. Често се назива „светском престоницом е-отпада“. Традиционално, ово је била пољопривредна заједница; међутим, средином 1990-их трансформисао се у центар за рециклажу е-отпада који укључује преко 75% локалних домаћинстава и додатних 100.000 радника миграната. Хиљаде појединачних радионица запошљавају раднике да секу каблове, чупају чипове са штампаних плоча, мељу пластична кућишта рачунара у честице и потапају плоче у киселим купатилима да би растворили племените метале. Други раде на уклањању изолације са свих ожичења у покушају да спасу мале количине бакарне жице. Неконтролисано спаљивање, растављање и одлагање довело је до бројних еколошких проблема као што су загађење подземних вода, атмосферско загађење и загађење воде било тренутним испуштањем или површинским отицањем (посебно у близини приобалних подручја), као и здравствених проблема, укључујући безбедност на раду и утицаја на здравље оних који су директно и индиректно укључени, због метода прераде отпада.
Шест од бројних села у региону специјализовано је за демонтажу штампаних плоча, седам за прераду пластике и метала, а два за растављање жица и каблова. Greenpeace, еколошка група, узорковала је прашину, земљиште, речни седимент и подземне воде у селу. Открили су веома висок ниво токсичних тешких метала и органских загађивача на оба места. Лаи Јун, активиста групе, пронашао је „преко 10 отровних метала, као што су олово, жива и кадмијум“.
Гуеју је само један пример дигиталних депонија, али слична места се могу наћи широм света у Нигерији, Гани, Филипинима и Индији.

## Утицај на животну средину
Процеси демонтаже и одлагања електронског отпада у земљама у развоју довели су до бројних утицаја на животну средину. Течна и атмосферска испуштања завршавају у воденим, подземним водама, земљишту и ваздуху, а самим тим и у копненим и морским животињама – и домаћим и дивљим, у усевима које једу и животиње и људи, и у води за пиће.
Једна студија утицаја на животну средину у Гуејуу у Кини открила је следеће:
- Диоксини у ваздуху – један тип пронађен на нивоима 100 пута већим од претходно измерених
- Нивои канцерогена у рибњацима за патке и пиринчаним пољима премашили су међународне стандарде за пољопривредне површине, а нивои кадмијума, бакра, никла и олова у пиринчама били су изнад међународних стандарда
- Тешки метали пронађени у путној прашини – олово преко 300 пута више од прашине са путева у селу и бакра преко 100 пута[16]

Подручје Агбогблош у Гани, где живи око 40.000 људи, представља пример како контаминација е-отпадом може да прожима свакодневни живот скоро свих становника. У ову област – једно од највећих неформалних локација за депоновање и прераду е-отпада у Африци – годишње се увезе око 215.000 тона половних потрошачке електронике, првенствено из западне Европе. Пошто се овај регион у великој мери преклапа између индустријских, комерцијалних и стамбених зона, организација Pure Earth је ово насеље сврстао међу 10 најгорих токсичних претњи на свету. Одвојена студија на овој депонији е-отпада, у Гани, открила је присуство олова од чак 18.125 ппм у земљишту. Радници за отпад на депонији е-отпада редовно спаљују електронске компоненте и жице за ауто-спремнике за рециклажу бакра, испуштајући токсичне хемикалије попут олова, диоксина и фурана у животну средину.
| Компонента е-отпада                                                                                              | Процес | Потенцијална опасност по животну средину |
| --- | --- | --- |
| Катодне цеви (користе се у телевизорима, компјутерским мониторима, банкоматима, видео камерама и још много тога) | Ломљење и уклањање јарма, затим бацање                                                                                      | Испирање олова, баријума и других тешких метала у подземне воде и ослобађање токсичног фосфора |
| Штампана плоча (танка плоча на којој су постављени чипови и друге електронске компоненте)                        | Одлемљење и уклањање компјутерских чипова; отворено сагоревање и киселе купке за уклањање метала након уклањања струготина. | Емисије у ваздух и испуштање у реке стаклене прашине, калаја, олова, бромованог диоксина, берилијум кадмијума и живе                                                                                                   |
| Чипови и друге позлаћене компоненте                                                                              | Хемијско уклањање помоћу азотне и хлороводоничне киселине и сагоревање чипса                                                | Тешки метали, бромирани успоривачи пламена који се испуштају директно у реке загађујући рибу и флору. Контаминација површинских и подземних вода калајем и оловом. Емисије бромираних диоксина, тешких метала у ваздух |
| Пластика од штампача, тастатура, монитора, итд.                                                                  | Сецкање и топљење на ниској температури за поновну употребу                                                                 | Емисије бромираних диоксина, тешких метала и угљоводоника |
| Компјутерске жице                                                                                                | Отворено сагоревање и скидање за уклањање бакра                                                                             | ПАХ се ослобађају у ваздух, воду и земљиште |

## Рециклажа
Рециклажа је суштински елемент управљања е-отпадом. Ако се правилно спроведе, требало би у великој мери да смањи цурење токсичних материјала у животну средину и да се бори против исцрпљивања природних ресурса. Међутим, то треба да подстичу локалне власти и кроз образовање заједнице. Мање од 20% е-отпада се формално рециклира, а 80% или заврши на депонији или се неформално рециклира – већи део ручно у земљама у развоју, излажући раднике опасним и канцерогеним супстанцама као што су жива, олово и кадмијум.
Генерално, постоје три методе издвајања племенитих метала из електронског отпада, а то су хидрометалуршке, пирометалуршке и хидропирометалуршке методе. Свака од ових метода има своје предности и недостатке заједно са производњом токсичног отпада.
Један од највећих изазова је рециклирање штампаних плоча из електронског отпада. Плоче садрже племените метале као што су злато, сребро, платина итд. и такве основне метале као што су бакар, гвожђе, алуминијум. Конвенционална метода која се користи је механичко уситњавање и одвајање, али је ефикасност рециклирања ниска. Алтернативне методе као што је криогена декомпозиција су проучаване за рециклажу штампаних плоча а неке друге методе су још увек под истрагом. Правилно одлагање или поновна употреба електронике може помоћи у спречавању здравствених проблема, смањењу емисије гасова стаклене баште и отварању радних места.
Рециклирање сировина из електронике на крају века је најефикасније решење за растући проблем е-отпада. Већина електронских уређаја садржи различите материјале, укључујући метале који се могу опоравити за будућу употребу. Демонтажом и пружањем могућности поновне употребе чувају се нетакнути природни ресурси и избегава се загађење ваздуха и воде изазвано опасним одлагањем. Поред тога, рециклажа смањује количину емисије гасова стаклене баште узроковане производњом нових производа. Још једна предност рециклирања е-отпада је то што се многи материјали могу рециклирати и поново користити. Материјали који се могу рециклирати укључују „црне (на бази гвожђа) и обојене метале, стакло и разне врсте пластике“. Обојени метали, углавном алуминијум и бакар, могу се поново топити и поново производити. Метали од челика као што су челик и гвожђе такође се могу поново користити. Због недавног пораста популарности 3Д штампања, одређени 3Д штампачи су дизајнирани (варијанта ФДМ) да производе отпад који се лако може рециклирати чиме се смањује количина штетних загађивача у атмосфери. Вишак пластике из ових штампача који се појави као нуспроизвод такође се може поново користити за креирање нових 3Д штампаних креација.

## Електронске отпадне супстанце
Неке рачунарске компоненте се могу поново користити у склапању нових рачунарских производа, док се друге своде на метале који се могу поново користити у различитим апликацијама као што су конструкција, прибор за јело и накит. Супстанце које се налазе у великим количинама укључују епоксидне смоле, фиберглас, ПЦБ, ПВЦ (поливинил хлориде), термореактивну пластику, олово, калај, бакар, силицијум, берилијум, угљеник, гвожђе и алуминијум. Елементи који се налазе у малим количинама укључују кадмијум, живу и талијум.
| Компонента е-отпада           | Електрични уређаји у којима се налазе | Штетни ефекти на здравље |
| ----------------------------- | --- | --- |
| Америцијум                    | Радиоактивни извор у димним алармима | Познато је да је канцероген. |
| Олово                         | Лем, монитори, оловно-киселинске батерије, неке формулације ПВЦ-а. Типична 15-инчна катодна цев може да садржи 1,5 фунти олова, али се процењује да монитори имају до 8 јединица фунти олова. | Нежељени ефекти излагања олову укључују оштећене когнитивне функције, поремећаје понашања, дефиците пажње, хиперактивност, проблеме у понашању. Ови ефекти су највише штетни за децу чији су нервни системи у развоју веома подложни оштећењима узрокованим оловом, кадмијумом и живом. |
| Меркур (елемент)              | Налази се у флуоресцентној цеви (бројне примене), прекидачима за нагиб (механичка звона за врата, термостати), and ccfl backlights in flat screen monitors. | Здравствени ефекти укључују оштећење чула, дерматитис, губитак памћења и слабост мишића. Излагање узрокује феталне дефиците у моторичкој функцији, пажњи и вербалним доменима. Environmental effects in animals include death, reduced fertility, and slower growth and development. |
| Кадмијум                      | Налази се у отпорницима осетљивим на светлост, легурама отпорним на корозију за поморство и ваздухопловство и никл-кадмијум батеријама. Најчешћи облик кадмијума налази се у никл-кадмијум пуњивим батеријама. Ове батерије обично садрже између 6 и 18% кадмијума. У ЕУ је забрањена продаја никл-кадмијум батерија осим за медицинску употребу. Када се не рециклира на одговарајући начин, може да исцури у тло, штетећи микроорганизмима и нарушавајући екосистем земљишта. Изложеност је узрокована близином опасних локација и фабрика и радника у индустрији прераде метала. | Удисање кадмијума може изазвати озбиљна оштећења плућа, а познато је и да узрокује оштећење бубрега. Cadmium is also associated with deficits in cognition, learning, behavior, and neuromotor skills in children. |
| Хексавалентни хром            | Користи се у металним премазима за заштиту од корозије. | Канцероген након удисања Такође постоје докази о цитотоксичним и генотоксичним ефектима неких хемикалија, за које се показало да инхибирају ћелијску пролиферацију, узрокују лезије ћелијске мембране, изазивају ломљење једног ланца ДНК и подижу нивое реактивних врста кисеоника |
| Сумпор                        | Налази се у оловно-киселинским батеријама. | Здравствени ефекти укључују оштећење јетре, оштећење бубрега, оштећење срца, иритацију очију и грла. Када се испусти у животну средину, може да створи сумпорну киселину кроз сумпор-диоксид. |
| Бромовани успоривач пламена   | Користи се као успоривачи пламена у пластици у већини случајева | Здравствени ефекти укључују поремећен развој нервног система, проблеме са штитном жлездом, проблеме са јетром. Ефекти на животну средину: слични ефекти као код животиња као и код људи. Чак су били забрањени од 1973. до 1977. године и током осамдесетих година прошлог века. |
| Перфлуорооктаноинска киселина | Користи се као антистатички додатак у индустријским апликацијама и налази се у електроници, а такође се налази у посуђу са непријањајућим слојем. | Студије на мишевима су откриле следеће здравствене ефекте: хепатотоксичност, развојну токсичност, имунотоксичност, хормонске ефекте и канцерогене ефекте. Студије су откриле да је повећан ниво ове киселине код мајке повезан са повећаним ризиком од спонтаног побачаја и мртворођених. Повећани нивои код мајке су такође повезани са смањењем средње гестацијске старости (превремени порођај), средње тежине рођења (мала порођајна тежина), средње дужине рођења (мала за гестациону доб). |
| Берилијум-оксид               | Пунило у неким материјалима термичког интерфејса као што је термална маст, енергетски полупроводнички уређај, магнетрони, рендгенски транспарентни керамички прозори, ребра за пренос топлоте и гасним ласерима | Професионална изложеност повезана са раком плућа, други уобичајени штетни ефекти на здравље су хиперсензитивност на берилијум, хронична болест берилијума и акутна болест берилијума. |
| Поливинил хлорид (ПВЦ)        | Обично се налази у електроници и обично се користи као изолација за електричне каблове. | У фази производње долази до ослобађања токсичних и опасних сировина, укључујући диоксине. ПВЦ као што је хлор има тенденцију биоакумулације. Временом, једињења која садрже хлор могу постати загађивачи у ваздуху, води и земљишту. Ово представља проблем јер их људи и животиње могу прогутати. Поред тога, излагање токсинима може довести до ефеката на репродуктивно и развојно здравље.                                                                                                   |

Сложен састав и неправилно руковање е-отпадом негативно утичу на здравље људи. Све већи број епидемиолошких и клиничких доказа довео је до повећане забринутости због потенцијалне претње е-отпада по здравље људи, посебно у земљама у развоју као што су Индија и Кина. На пример, у смислу опасности по здравље, отворено сагоревање штампаних плоча за ожичење повећава концентрацију диоксина у околним подручјима. Ови токсини изазивају повећан ризик од рака ако их удишу радници и локални становници. Отровни метали и отров такође могу да уђу у крвоток током ручног вађења и сакупљања сићушних количина племенитих метала, а радници су стално изложени отровним хемикалијама и испарењима висококонцентрованих киселина. Обнављање бакра који се може поново продати сагоревањем изолованих жица изазива неуролошке поремећаје, а акутна изложеност кадмијуму, који се налази у полупроводницима и отпорницима за чип, може оштетити бубреге и јетру и изазвати губитак костију. Дуготрајно излагање олову на штампаним плочама и компјутерским и телевизијским екранима може оштетити централни и периферни нервни систем и бубреге, а деца су подложнија овим штетним ефектима.

## Електронски отпад у Србији
У Србији се рециклира мање од петине електронског отпада. Просечно, један становник Србије направи око 7 килограма електронског отпада.
У Србији, прикупљање и поновна употреба електричног и електронског отпада нису довољно организовани, а већи део тога иде кроз неформалне канале. Већина места за сакупљање налази се у градовима, док је у руралним подручјима још увек тешко успоставити систем за то. Да би се адекватно управљало овим отпадом, кључно је да се отпад из домаћинстава раздваја на почетку, и да се граде центри за сакупљање. Једна могућност је да дистрибутери морају да приме стари уређај када купујете нови истог типа.
Према „Програму управљања отпадом у Републици Србији за период 2022-2031. године”, планира се повећање минималне стопе сакупљања на 45% електричне и електронске опреме (стављене на тржиште у претходне 3 године) до краја 2031. године. То би значило да је, према процени, потребно сакупити и прерадити најмање 37.000 тона отпада годишње.
У појединим сегментима Србија има оператере који имају опрему за рециклажу и капацитете који премашују количине које се код нас сакупљају. Пре свега, то се односи на отпадне гуме, електрични и електронски отпад и отпадне акумулаторе, кажу стручњаци.
У Србији се најчешће прикупља отпад који има неку економску вредност, за остали неекономски вредни електронски отпад не зна се информација. У земљи тренутно послује око 15 привредних друштава који врше рециклажу ове врсте отпада.